# Nika Fontaine
Nika Fontaine (* 1985 in Montreal) ist eine kanadische Künstlerin, die in Berlin lebt und arbeitet.

## Ausbildung
Nika Fontaine studierte zunächst Fashion Design am Collège d’enseignement général et professionnel (Cégep) Marie-Victorin, Montreal im Jahr 2001, bevor sie sich entschloss, in die Kunst zu gehen. 2008 schloss sie ihr erstes Studium in Painting and drawing an der Concordia University, Montreal ab und zog dann nach Berlin, um dort im Jahr 2012 ihr Diplom in Malerei an der Kunsthochschule Berlin-Weißensee zu erhalten. Ein Jahr später erhielt sie ihren Titel zur Meisterschülerin von Werner Liebmann, ebenfalls an der Kunsthochschule Berlin-Weißensee.

## Werk
In Fontaines Kunst geht es um die Rolle von Klischees und Taste, Decorum und Tradition als visuelle Strukturen, die als sinndeutende, kulturelle Dispositive fungieren und manchmal die Grenzen zum Kitsch überschreiten und die Wahrnehmung von Ästhetik herausfordern. Zwei weitere Aspekte ihrer neueren Arbeiten sind Spiritualität und Mystizismus, zwei Konzepte, die für Fontaine in ihrer Praxis mehr und mehr an Bedeutung gewonnen haben. So greift sie zum einen die kulturellen Dispositive und visuellen Strukturen auf, zum anderen auf ihre persönliche Transformation und Wachstum – Erlebnisse und Bereicherungen, die sie mit dem Betrachter zu teilen versucht.

## Stipendien und Preise
- 2007: Millenium bursary Canadian government
- 2007: Member of Golden Key International Honor Society
- 2008: Deutscher Akademischer Austauschdienst (DAAD), undergraduate bursary
- 2013: Macht Kunst, Deutsche Bank Kunsthalle
- 2014: Elsa Neumann Stipendium
- 2016: Honorable mention, RBC painting competition

## Einzelausstellungen (Auswahl)
- 2004: Nicolas Fontaine. Georges Laoun, Montreal
- 2004: Nicolas Fontaine. Atom Heart, Montreal
- 2007: MDM. Fund raising exhibition for Médecins du monde, Montreal
- 2008: Nicolas Fontaine. Bureau de Post, Montreal
- 2010: Kosmikorganismus. Galerie 0, Berlin
- 2011: Le groupe des 12. succession de Jean-Paul Jérôme, Montreal
- 2012: Mein Gott es glitzert. Expo, Berlin
- 2014: Götter Glamor. SomoS Art House, Berlin[4]
- 2014: Fragile, After:six. Winzavod Centre for Contemporary Art, Moscow
- 2014: Fragile Preview. T-10, Berlin
- 2014: Pimp my ride to heaven. Deutsche Bank Kunsthalle, Berlin
- 2014: Comme un Flash. Le Livart, Montreal
- 2015: Kohi, Karlsruhe
- 2016: Heimat. Joyce Yahouda Gallery, Montreal
- 2016: Transcendental state of grace. wildpalms, Düsseldorf
- 2017: Incognito. wildpalms, Düsseldorf[5]
- 2017: Shirley’s Temple, Shanghai
- 2019: Quantum Garden, Wildpalms, Düsseldorf
- 2020: False. Evidence. Appearing. Real. Robert Grunenberg, Berlin
- 2021: Calcination. Wildpalms, Düsseldorf for the DC OPEN 2021